# Piatra (okręg Bistrița-Năsăud)
Piatra – wieś w Rumunii, w okręgu Bistrița-Năsăud, w gminie Chiuza. W 2011 roku liczyła 405 mieszkańców.